# Delsjön
Delsjön består av två sammanhängande sjöar, Stora och Lilla Delsjön i östra Göteborg. Delsjöbäckenet bildar ett system med 13 sjöar. Stora Delsjön har en frekventerad badplats i sin nordvästra del.

## Historia
Första gången sjön omnämndes var 1312, Dilsiö. År 1650 stavades namnet Delesiön. Dele- kan betyda spene, juver, vilket kan hänga samman med formen på de smala landtungorna i sjön. Fast Dele- kan även syfta på häradsgränsen i södra delen av sjön.
Delsjöområdet var tidigare utmark till byarna och gårdarna i Örgryte socken. I slutet på 1700-talet och början på 1800-talet anlades många torp med små nyodlingar. Omkring 1860 när antalet torp var störst hade t.ex. Kallebäck 12, Torp 6 (Stora och Lilla Torp), Kärralund 6, Kålltorp 5 och Skår 4. Skogen i området utnyttjades hårt och stora delar bestod i början av 1800-talet av kala ljunghedar men undantag fanns t.ex. i anslutning till Stora Torp.
I slutet av 1800-talet låg det en badbrygga och ett badhus mitt på stranden vid Teknikbacken.

## Geologi
Högsta punkten i delsjöterrängen  är med 114 meter över havet en kraftig bergklack, genomdragen av grönsten, väster om Stora Delsjön utmed skogspromenaden. Utsikten mot öster ger en bra uppfattning av områdets morfologi. Cirka 300 meter väster om utsiktspunkten finns den så kallade Runohällen, med vissa tecken i en berghäll. Carl von Linné tolkade 1746 dessa som "villrunor", men det har visat sig vara naturliga sprickbildningar i berget, fyllda med kvarts som numera vittrat bort. Bergtungan som går ut över sjön består av ögongnejs, med stora fältspatögon. I norr är sjön uppdämd av en grusvall - Teknikbacken kallad -  som inlandsisen skapade vid ett avbrott i avsmältningen. Detta är bara en av flera dämmande israndsbildningar i området, vilka går under namnet Göteborgsstråket. 

## Vattenförsörjning
Fram till 1870 försågs Göteborg med vatten från främst Kallebäcks källa — som invigdes 1787 — men även ur stadens kanaler hämtades fortfarande vatten. Sammanlagt 15 allmänna vattenposter och 15 enskilda servisledningar var i slutet av 1860-talet anslutna till stadens vattenledningssystem. I takt med stadens befolkningsökning, debatterades vattenförsörjningsfrågan livligt. Frågan om en ny vattenledning till staden väcktes 1854, och en kommitté tillsattes den 6 maj 1858 "för anskaffandet av ändamålsenlig vattenledning och förbättrat vattenavlopp." De tidigaste förslagen var: Göta älv, ovanför Lärjeåns utlopp, Delsjöarna och Surtesjön samt Kåsjön. Dessa mynnade ut i alternativen Göta älv eller Delsjöarna, och den 27 december 1866 beslöt stadsfullmäktige att Delsjöalternativet var det bästa. Nederbördsområdet som försörjer sjön med regnvatten är cirka 914 hektar. Sjöarna anses ge ett gott dricksvatten, men vid varma årstider får vattnet lätt en för hög temperatur och vid kalla en alltför låg temperatur. En fadd sjösmak kan uppstå efter långvarig isbeläggning av sjöarna.
År 1871 var en första utbyggnad av Delsjöverket vid Bengtstorpet i Stora Delsjöns norra del klar, med ett nät av gjutjärnsrör, en vattenreservoar vid Viktoriagatan i Landala samt att ytterligare ett antal fastigheter anslöts med servisledningar. Delsjöarnas vattenmagasin fortsatte därefter att exploateras, och i början av 1890-talet uppgick den årliga kapaciteten till 4 miljoner kubikmeter, vilket medförde en driftskostnad på 2,3 miljoner kronor. År 1894 togs det första reningsverket vid Alelyckan i bruk. Stadens vattenkonsumtionen översteg 8 miljoner kubikmeter 1914, där hälften kom från älven och hälften från Delsjöarna.
Vatten leds sedan 1968 i en 9,2 kilometer lång tunnel från Alelyckan vid Göta älv till hävertstationen Kotången på en udde i Lilla Delsjön, och därifrån vidare till Lackarebäcks vattenverk. Tunneln går cirka 40 meter under jord, och påbörjades i december 1963. Bakgrunden var att flera alternativ till stadens vattenförsörjning hade utretts, eftersom det efter andra världskriget blivit problem med en tilltagande föroreningen av råvatten från Göta älv. Ett långt gånget förslag om att hämta råvatten från sjön Lygnern, cirka 3,6 kubikmeter per sekund till en kostnad av cirka 150 miljoner kronor, principgodkändes i mars 1958. Även Vättern fanns med som ett alternativ till vattentäkt för hela Västsverige. Då Va-verket bildats i Göteborg 1959, togs nya förslag fram.
Den 25 november 1961 skrev Göteborgs-Tidningen med rubriken Columbi ägg: "-- vattenteknikernas blickar åter dragits till Göta älv och en kväll föddes tanken på att använda Delsjöarna som magasin, där älvvattnet kunde få klarna och 'mogna' från 5—6 månader och kanske ett helt år. På den tiden skulle bakteriehalten sjunka hundrafaldigt och Göteborg få ett råvatten i klass med vilket annat normalt insjövatten som helst. Det var ungefär lika enkelt som Columbi ägg." Detta låg helt i linje med vad Va-verket redan diskuterat, och i januari 1962 fick man klartecken från stadskollegiet att gå vidare med Delsjöalternativet. Hela utbyggnaden skulle kosta cirka 156 miljoner, och den 11 oktober 1962 kunde Göteborgs stadsfullmäktige enhälligt besluta om att genomföra den dittills dyraste investering som man gjort. Det tog 26 månader för tvåhundra arbetare att spränga bort 150 000 kubikmeter berg. Norrlänningar utgjorde 75 % av styrkan, med sin erfarenhet från kraftverksbyggen.
Vattnet i tunneln regleras främst genom självfall eller hävert, då vattnet från älven till Härlanda tjärn trycks 60 meter upp i en 6,5 kilometer lång tunnel med ett tvärsnitt på 10-12 meter. Tunneln går cirka 100 meter under Säveån, med sin lägsta punkt. Vid Härlanda pumpstation stiger vattnet i stora så kallade svallschakt. För att komma de ytterligare 70 meter i höjd till Lilla Delsjön som krävs, finns tre pumpar med en kapacitet av 0,8 kubikmeter per sekund vardera. Vattnet pumpas därefter vidare till utloppet vid Kotången i Lilla Delsjön, en sträcka på 2,7 kilometer. Det tar cirka 25 timmar för vattnet att nå Härlanda tjärn från Alelyckan.
Väl framme i Delsjöarna får Göta älvvattnet "vila" i minst trettio dagar. En månad är även Delsjöarnas kapacitet som reservmagasin åt Göteborgarna. Via hävert tas vattnet in vid Bratteklevs udde i Stora Delsjön, för att därefter under fyra timmar förflyttas ned till Lackarebäcksverket. Efter att ha tillsatt klor, ammoniak och kalk, pumpas vattnet sedan ut i huvudvattenledningen med en kapacitet av 3 kubikmeter per sekund.

## Byggnader omkring

### Bertilssons stuga
Vid Lilla Delsjön ligger det populära utflyktsmålet Bertilssons stuga, namngiven efter gymnastikläraren vid Karl Johans- och Nordhemsskolan, Per Daniel (Pelle) Bertilsson som 1927 köpte stugan och i början av 1930-talet öppnade kafé här.

### Torpet Lyckan

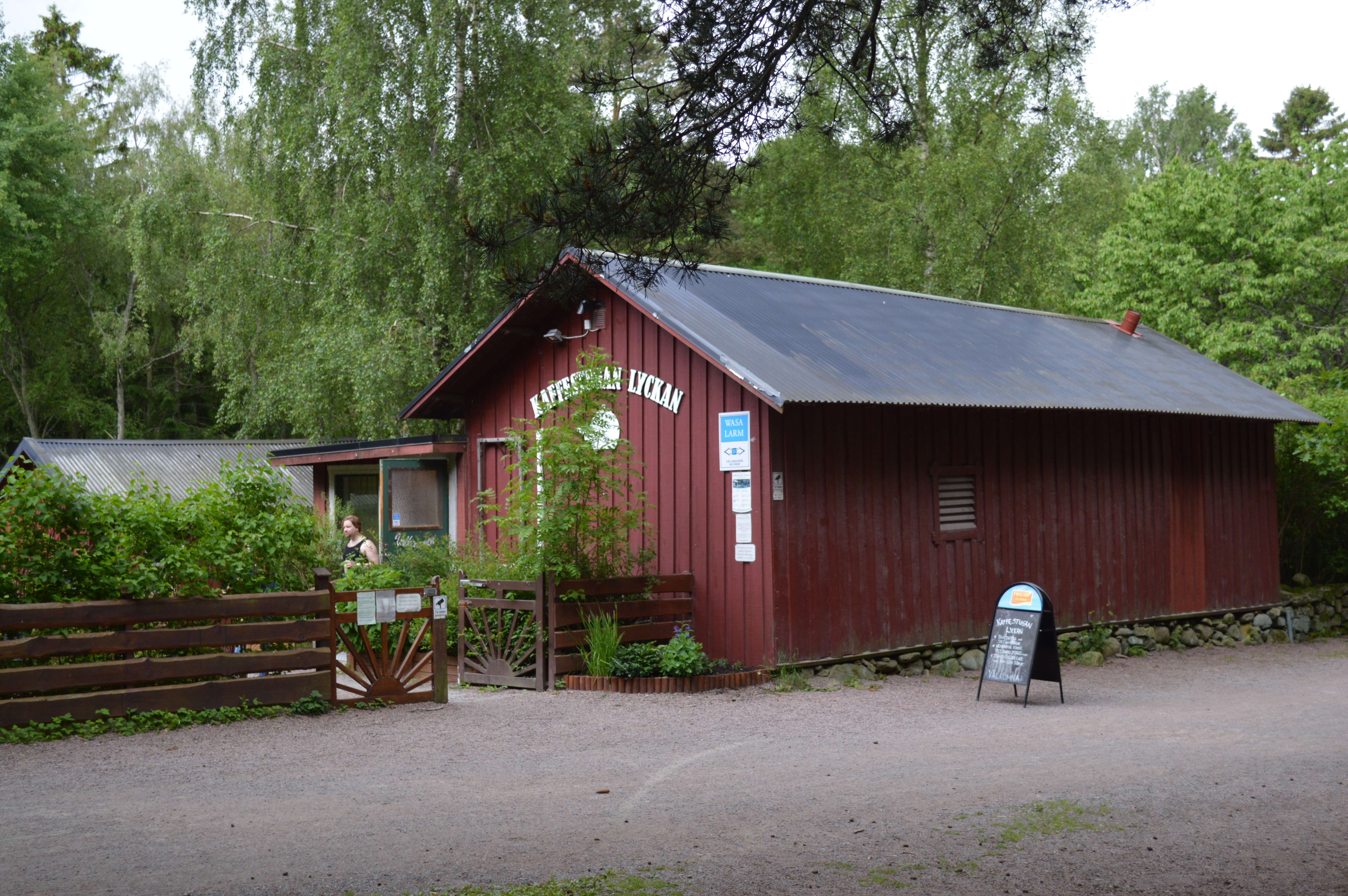
Kaffestugan Lyckan

Torpet Lyckan är sedan 1980-talets början ett kafé, kallat Kaffestugan Lyckan. Det omfattar ett bostadshus, en ekonomibyggnad, ett uthus och en källarvind (källare med överbyggnad). Bostadshuset är klätt med stående panel och har tegeltäckt sadeltak. Exteriören har samma karaktär som trähusen kring Stora Torps huvudanläggning. Typiska detaljer är taksprånget med profilerade konsoler och de dekorativa detaljerna bland annat på gaveln. Fönstret har ursprungligt utseende med sex rutor och spröjsning i vindsfönstrens övre rutor. Längs vägen avgränsas tomten med en välbyggd stenmur som fortsätter norrut mot Kolmaden. Kaffestugan Lyckan och Kolmaden har hört till gården Stora Torp och de ligger vid vägen mellan Stora Torp och Stora Torps tånge. Båda tillkom troligen kring sekelskiftet 1800 men byggnaderna har varierande utseende. Bostadshuset på Kolmaden saknar dekor och är utfört i en stil som var vanligt till mitten av 1800-talet medan Lyckans bostadshus har dekorativa detaljer som är typiska för 1800-talets senare del.

## Bilder

Lilla och Stora Delsjön
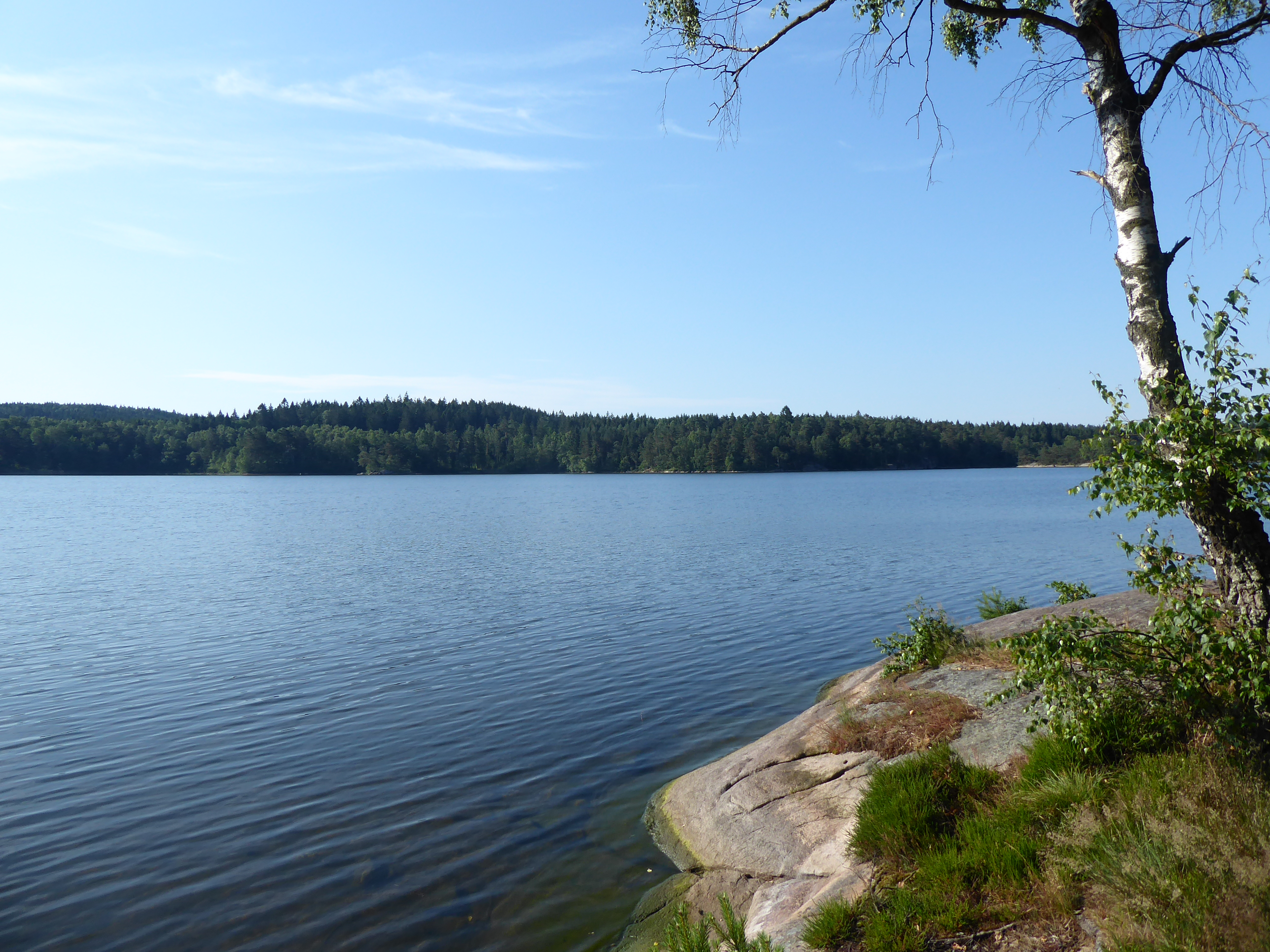
Lilla Delsjön från norra stranden den 27 juni 2020.
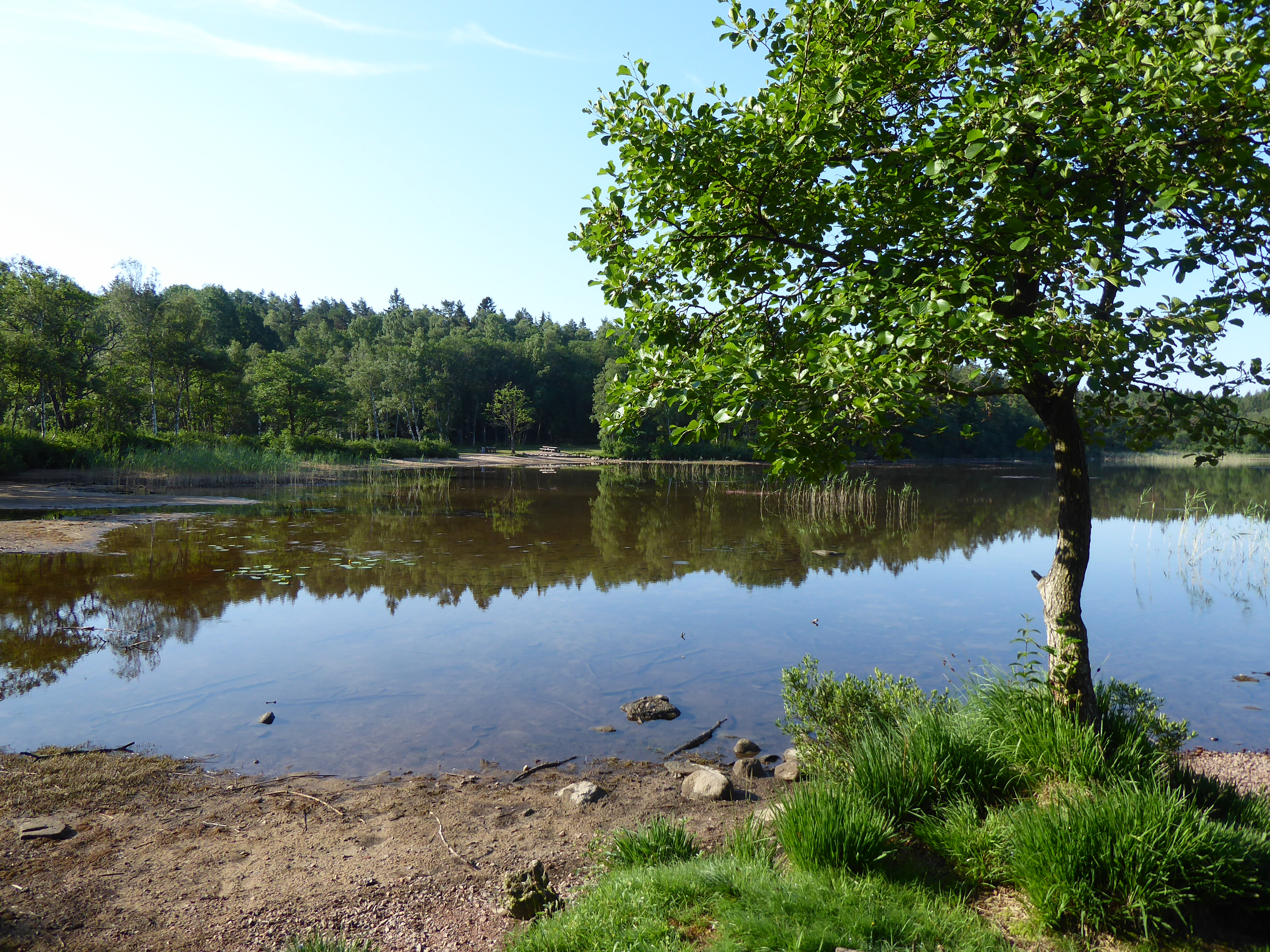
Lilla Delsjöns östra ände den 27 juni 2020.
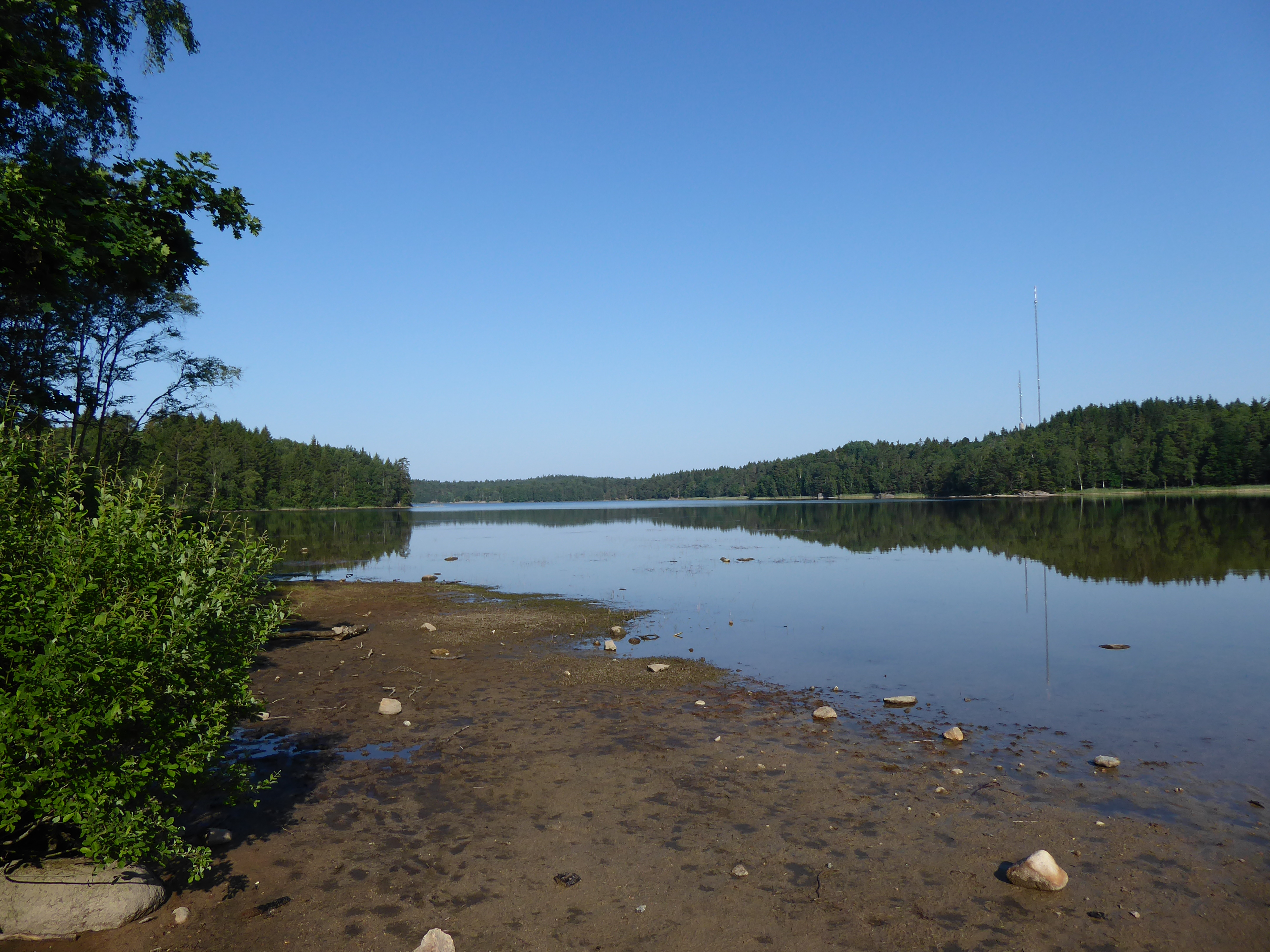
Lilla Delsjön från sydöst den 27 juni 2020.
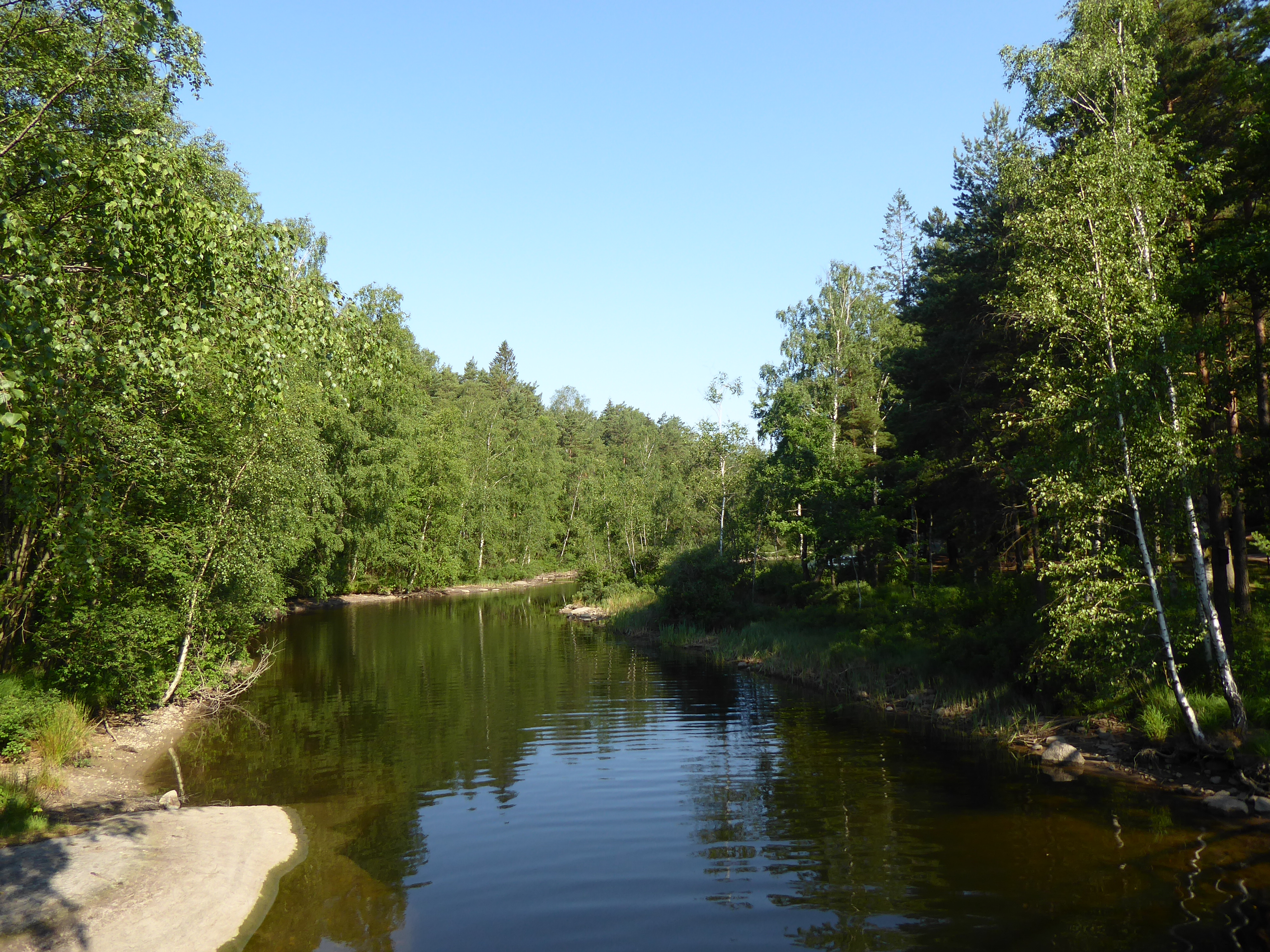
Förbindelsen mellan Lilla och Stora Delsjön, riktning nordväst, den 27 juni 2020.
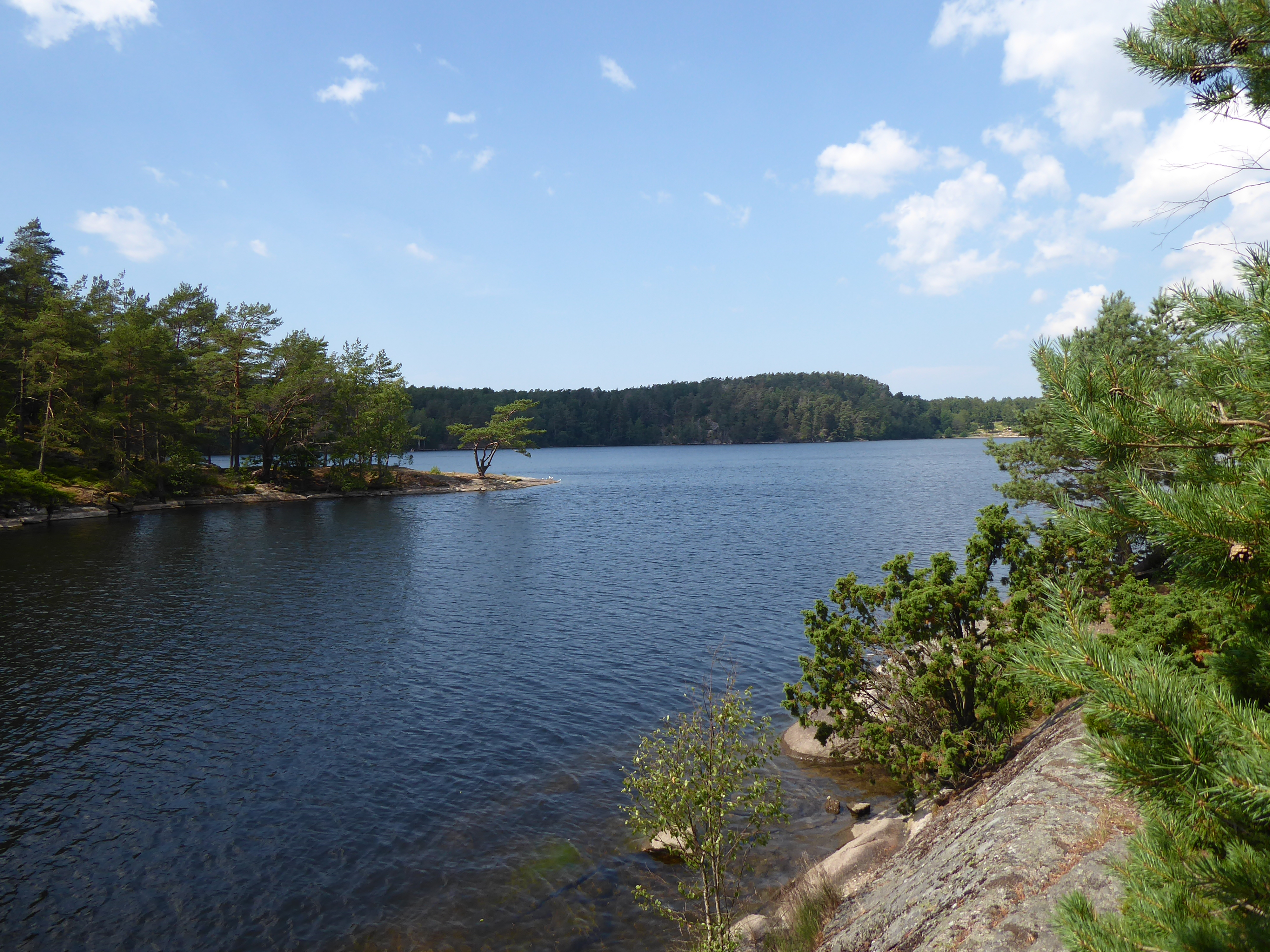
Sundet mellan Delhuvudet och Brattklevs udde, Stora Delsjön, 26 juni 2020.
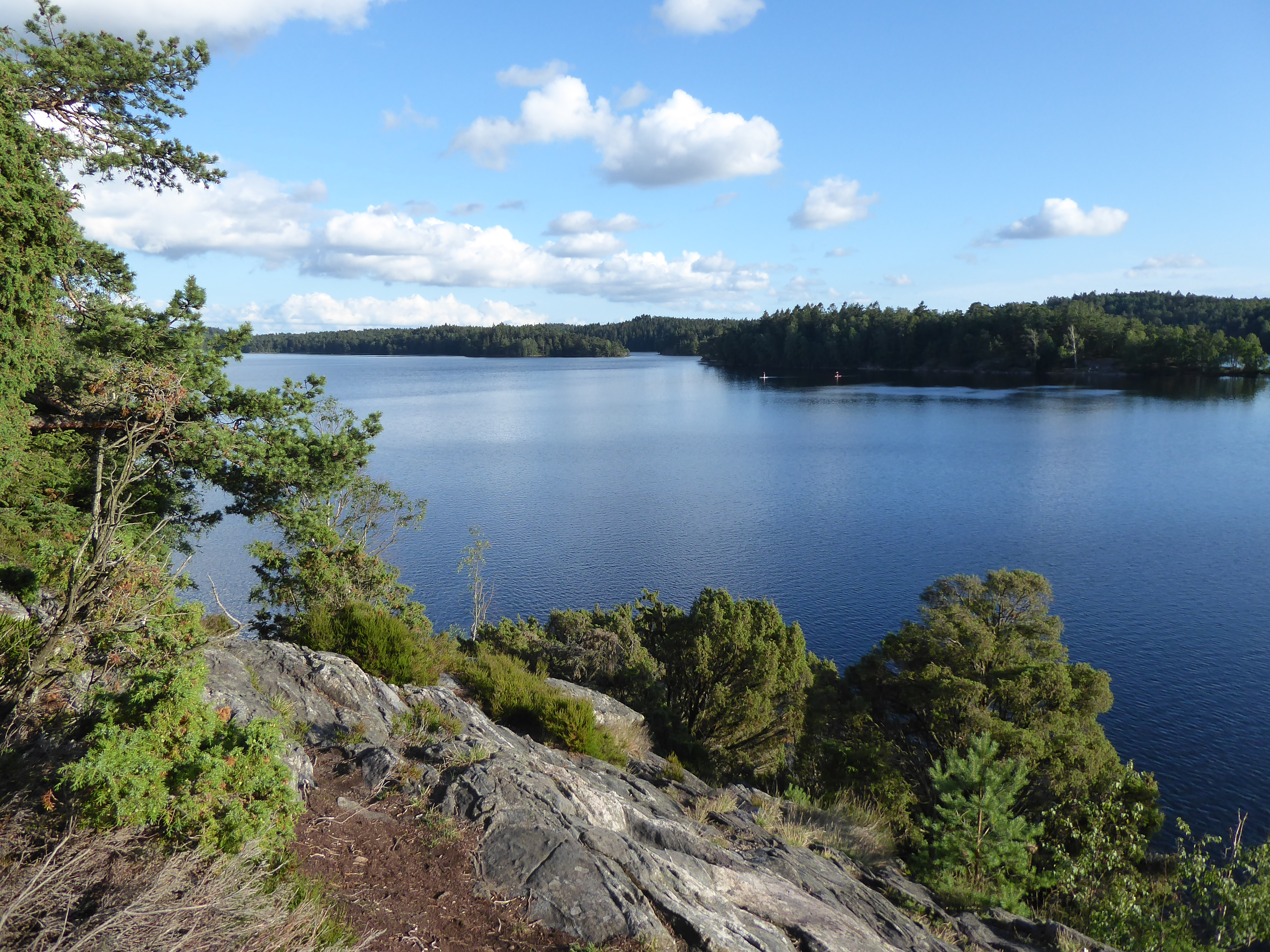
Stora Delsjön från branten i nordväst, riktning sydöst, 9 juli 2020.
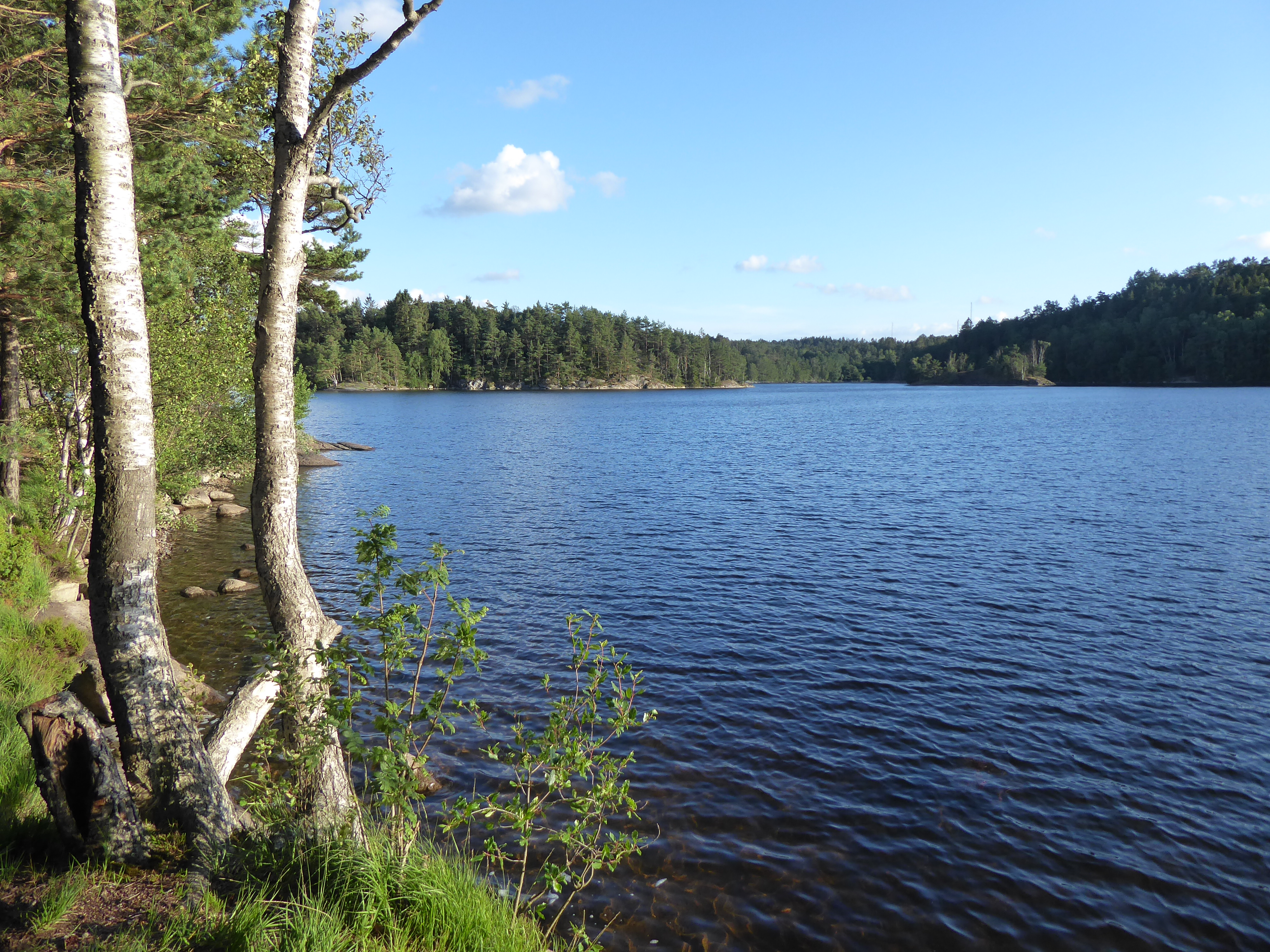
Stora Delsjön från landtungan Stora Torps tånge, riktning syd, 9 juli 2020.
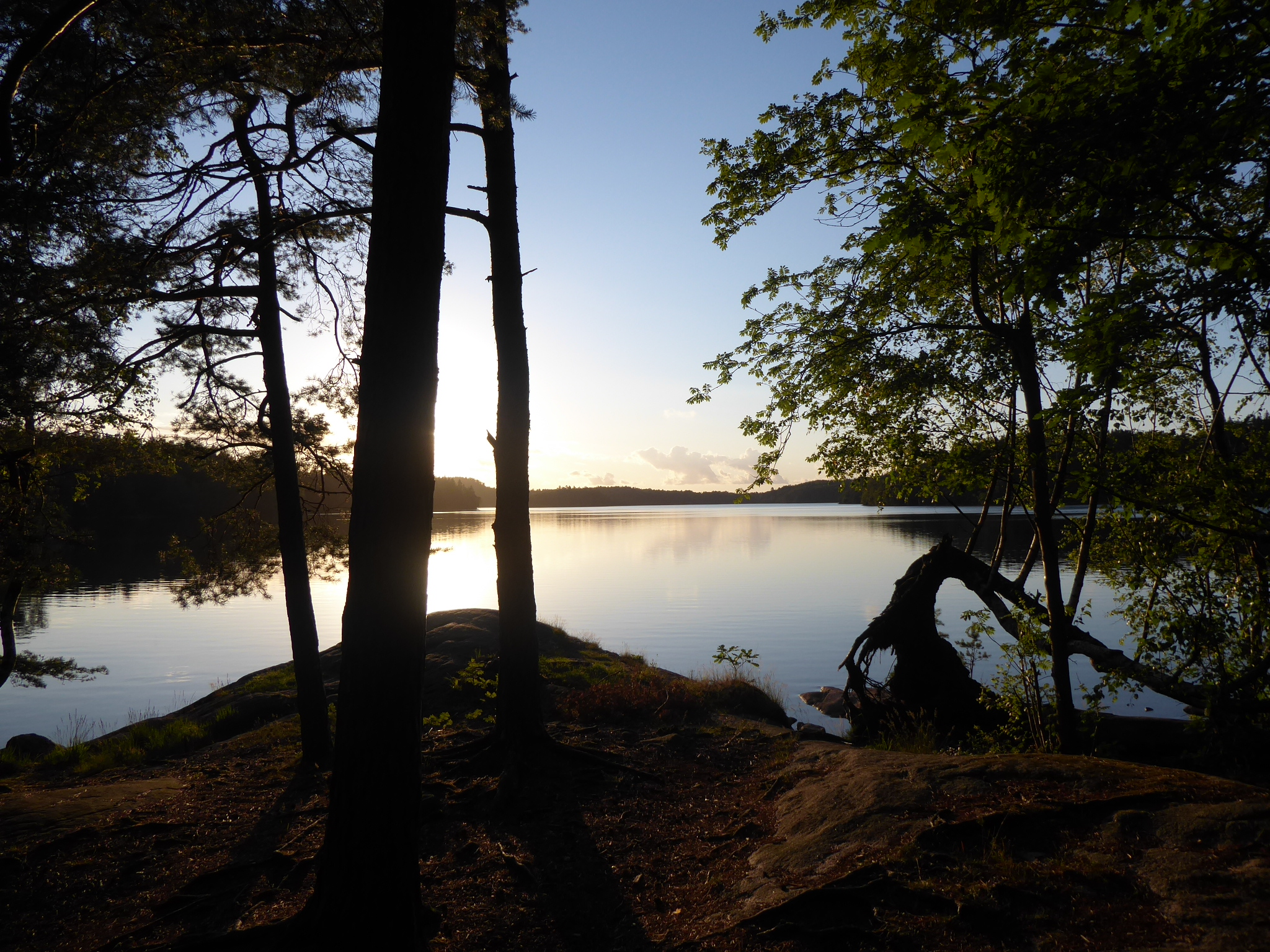
Solnedgång vid Stora Delsjön, från sydöst, 9 juli 2020.